# هندسة حرارية
الهندسة الحرارية هي دراسة انتقال الطاقة للحصول على معرفة وفهم الآثار عملية ما على العالم المادى والذي يستطيع خدمة الاكتشافات الهندسية في تطبيقات الطاقة الصناعية. تتمثل الهندسة الحرارية في إنتقال الحرارة، ديناميكا الحرارة، حفظ الطاقة وتطبيقات التدفئة والتهوية وتكييف الهواء. واحد أو أكثر من هذه العناصر يمكن أن تدخل في حل مشاكل الهندسة الحرارية:
- ديناميكا حرارية
- ميكانيكا الموائع
- انتقال الحرارة
- انتقال الكتلة

يمكن استخدام الهندسة الحراية بواسطة ة مهندس الميكانيكا أو مهندس الكيمياء.
هناك فرع يستخدم في كثير من الأحيان في الهندسة الحرارية وهو الموائع الحرارية.

## التطبيقات
- الهندسة: التدفئة والتهوية وتكييف الهواء
- تبريد رقائق الحاسب[1]
- تصميم المرجل
- التسخين الشمسى
- تصميم محركات الأحتراق
- محطات الطاقة الحرارية
- أنظمة التبريد

## وصلات خارجية
- Yahoo directory
- Thermal Engineering branch at Goddard Space Flight Center
- List of related fields in UNESCO thesaurus